# Groupe K des éliminatoires de la Coupe d'Afrique des nations de football 2025
 (juin 2025).
 (juillet 2024).
Navigation
Groupe J Groupe L
Le groupe K des éliminatoires de la Coupe d'Afrique des nations de football 2025 est une compétition qualificative pour la phase finale de la Coupe d'Afrique des nations de football 2025, qui se déroule en Maroc.

## Tirage au sort
Le tirage au sort a eu lieu le 4 juillet 2024 au Johannesburg. Les têtes de série sont désignées via un classement FIFA (construit d'après les résultats lors des dernières FIFA).
Le tirage au sort désigne les équipes suivantes dans le groupe K. Les quarante-huit équipes sont réparties en douze dans quatre chapeaux.
- Chapeau 1 :  Afrique du Sud (59e du classement FIFA)
- Chapeau 2 :  Ouganda (94e du classement FIFA)
- Chapeau 3 :  Congo (113e du classement FIFA)
- Chapeau 4 :  Soudan du Sud (167e du classement FIFA)

## Classement
| Rang | Équipe         | Pts | J | G | N | P | Bp | Bc | Diff |  | Résultats (▼ dom., ► ext.) |     |     |     |     |
| ---- | -------------- | --- | - | - | - | - | -- | -- | ---- |  | -------------------------- | --- | --- | --- | --- |
| 1    | Ouganda        | 10  | 4 | 3 | 1 | 0 | 7  | 3  | +4   |  | Ouganda                    |     | -   | 2-0 | 1-0 |
| 2    | Afrique du Sud | 8   | 4 | 2 | 2 | 0 | 11 | 5  | +6   |  | Afrique du Sud             | 2-2 |     | 5-0 | -   |
| 3    | Congo          | 4   | 5 | 1 | 1 | 3 | 4  | 11 | -7   |  | Congo                      | -   | 1-1 |     | 1-0 |
| 4    | Soudan du Sud  | 3   | 5 | 1 | 0 | 4 | 6  | 9  | -3   |  | Soudan du Sud              | 1-2 | 2-3 | 3-2 |     |

- Qualification pour la CAN 2025

## Résultats
| 1re journée                  | Congo                 | 1 - 0   | Soudan du Sud                    | Stade Alphonse-Massamba-Débat, Brazzaville |                                   |
| 5 septembre 2024 17:00 UTC+1 | Matondo 12e           | (1 - 0) |                                  | Arbitrage : Celso Armindo Alvação          | Arbitrage : Celso Armindo Alvação |
| 5 septembre 2024 17:00 UTC+1 | Dembi 66e Passi 90+2e | Rapport | 30e Jawa 33e Gadafi 90+2e Morgan | Arbitrage : Celso Armindo Alvação          | Arbitrage : Celso Armindo Alvação |

| 1re journée                  | Afrique du Sud                    | 2 - 2   | Ouganda               | Loftus Versfeld Stadium, Pretoria |                          |
| 6 septembre 2024 18:00 UTC+2 | Foster 14e Mbatha 90+5e           | (1 - 0) | 51e Omedi 53e Mato    | Arbitrage : Pierre Atcho          | Arbitrage : Pierre Atcho |
| 6 septembre 2024 18:00 UTC+2 | Ngezana 9e Mudau 45+3e Foster 88e | Rapport | 59e Kayondo 90e Ojera | Arbitrage : Pierre Atcho          | Arbitrage : Pierre Atcho |

| 2e journée                   | Ouganda                   | 2 - 0   | Congo     | Mandela National Stadium, Kampala |                          |
| 9 septembre 2024 19:00 UTC+3 | Kayondo 22e Ssemugabi 86e | (1 - 0) |           | Arbitrage : Mehrez Melki          | Arbitrage : Mehrez Melki |
| 9 septembre 2024 19:00 UTC+3 | Omedi 60e                 | Rapport | 19e Passi | Arbitrage : Mehrez Melki          | Arbitrage : Mehrez Melki |

| 2e journée                    | Soudan du Sud             | 2 - 3   | Afrique du Sud                  | Juba Stadium, Djouba      |                           |
| 10 septembre 2024 15:00 UTC+2 | Okello 15e Kuach Yuel 58e | (1 - 2) | 17e 45+2e Appollis 90+5e Mbatha | Arbitrage : Joseph Ogabor | Arbitrage : Joseph Ogabor |
| 10 septembre 2024 15:00 UTC+2 | Gama 28e                  | Rapport | 13e Ngezana 70e Sithole         | Arbitrage : Joseph Ogabor | Arbitrage : Joseph Ogabor |

| 3e journée                  | Afrique du Sud                                    | 5 - 0   | Congo | Nelson Mandela Bay Stadium, Port Elizabeth |                          |
| 11 octobre 2024 18:00 UTC+2 | Mokoena 12e 27e Aubaas 37e Foster 52e Rayners 79e | (3 - 0) |       | Arbitrage : Dahane Beida                   | Arbitrage : Dahane Beida |
| 11 octobre 2024 18:00 UTC+2 | Mokoena 11e Mokwana 69e Kwayiba 87e               | Rapport |       | Arbitrage : Dahane Beida                   | Arbitrage : Dahane Beida |

| 3e journée                  | Ouganda    | 1 - 0   | Soudan du Sud         | Mandela National Stadium, Kampala  |                                    |
| 11 octobre 2024 19:00 UTC+3 | Mugabi 47e | (0 - 0) |                       | Arbitrage : Ibrahim Kalilou Traore | Arbitrage : Ibrahim Kalilou Traore |
| 11 octobre 2024 19:00 UTC+3 | Aucho 90e  | Rapport | 44e Thomas 73e Okocha | Arbitrage : Ibrahim Kalilou Traore | Arbitrage : Ibrahim Kalilou Traore |

| 4e journée                  | Soudan du Sud           | 1 - 2   | Ouganda                    | Juba Stadium, Djouba          |                               |
| 15 octobre 2024 15:00 UTC+2 | Juma 21e                | (1 - 1) | 15e Omedi · 66e (csc) Leku | Arbitrage : Gamal Al-Ghandour | Arbitrage : Gamal Al-Ghandour |
| 15 octobre 2024 15:00 UTC+2 | Leku 69e · Okocha 90+2e | Rapport |                            | Arbitrage : Gamal Al-Ghandour | Arbitrage : Gamal Al-Ghandour |

| 4e journée                  | Congo                    | 1 - 1   | Afrique du Sud | Stade Alphonse-Massamba-Débat, Brazzaville |                            |
| 15 octobre 2024 17:00 UTC+1 | Bassouamina 45+3e        | (1 - 1) | 33e Mokwana    | Arbitrage : Mahmood Ismail                 | Arbitrage : Mahmood Ismail |
| 15 octobre 2024 17:00 UTC+1 | Makouta 54e · Ossété 57e | Rapport | 80e Mobbie     | Arbitrage : Mahmood Ismail                 | Arbitrage : Mahmood Ismail |

| 5e journée             | Soudan du Sud               | 3 - 2   | Congo                  | Juba Stadium, Djouba      |                           |
| 14 novembre 2024 14h00 | Malish 31e 45+2e · Elly 84e | (2 - 2) | 26e 35e Ibayi          | Arbitrage : Aklesso Gnama | Arbitrage : Aklesso Gnama |
| 14 novembre 2024 14h00 | Paulino 34e                 | Rapport | 22e Mbemba · 78e Passi | Arbitrage : Aklesso Gnama | Arbitrage : Aklesso Gnama |

| 5e journée       | Ouganda    | 0 - 2   | Afrique du Sud             | Mandela National Stadium, Kampala |                                   |
| 15 novembre 2024 |            | (0 - 0) | 49e Morena 89e Maswanganyi | Arbitrage : Alhadj Allaou Mahamat | Arbitrage : Alhadj Allaou Mahamat |
| 15 novembre 2024 | Lwanga 42e | Rapport |                            | Arbitrage : Alhadj Allaou Mahamat | Arbitrage : Alhadj Allaou Mahamat |

| 6e journée       | Congo | 0 - 1          | Ouganda     | Stade Alphonse-Massamba-Débat, Brazzaville |                             |
| 19 novembre 2024 |       | (0 - 1)        | Mutyaba 55e | Arbitrage : Mohamed Maarouf                | Arbitrage : Mohamed Maarouf |
| 19 novembre 2024 |       | Ssekiganda 25e |             | Arbitrage : Mohamed Maarouf                | Arbitrage : Mohamed Maarouf |

| 6e journée       | Afrique du Sud                                  | 3 - 0   | Soudan du Sud | Cape Town Stadium, Le Cap  |                            |
| 19 novembre 2024 | Rayners 7e Maswanganyi 22e · Mokoena 50e (pen.) | (2 - 0) |               | Arbitrage : Adalbert Diouf | Arbitrage : Adalbert Diouf |